# TilbudOnline.dk
TilbudOnline.dk var en dansk forbrugerportal, der gør det muligt at søge i de danske supermarkeders tilbudsaviser. Søgningen foregår ved at man indtaster et varenavn i søgefeltet. Herefter returneres en liste med alle de aktuelle tilbud, der matcher det indtastede søgeord. Varerne kan derefter tilføjes til brugernes indkøbsliste, som kan udskrives og tages med ud og handle.

## Produktet
Hovedfokus hos TilbudOnline.dk er tilbudsaviserne, primært fra dagligvarekæderne. Aviserne indhentes ugentligt med dagligvarekædernes accept, og offentliggøres som søgbare på siden.
Derudover har TilbudOnline.dk et bredt udvalg af andre tilbudsaviser. 
TilbudOnline.dk har pr. d. 23. december 2009 aftaler om at vise over 150 tilbudsaviser fordelt på over 100 butikskæder.
Udover tilbudsaviser, rummer siden et udvalg af andre services såsom ruteplanlægning til de forskellige butikker, madopskrifter, rejsekataloger, konkurrencer mm.

## Historie
Portalen TilbudOnline.dk åbnede officielt 1. december 2007. Pr. 1. august 2010 har TilbudOnline.dk over 275.000 medlemmer.